# Portland Trail Blazers 1970-1971
La stagione 1970-71 dei Portland Trail Blazers fu la 1ª nella NBA per la franchigia.
I Portland Trail Blazers arrivarono quinti nella Pacific Division della Western Conferencecon un record di 29-53, non qualificandosi per i play-off.

## Roster
| N° | Naz.                   | Ruolo | Sportivo       | Anno | Alt. | Peso |
| -- | ---------------------- | ----- | -------------- | ---- | ---- | ---- |
| 11 | Stati Uniti (bandiera) | GA    | Shaler Halimon | 1945 | 196  | 90   |
| 12 | Stati Uniti (bandiera) | G     | Rick Adelman   | 1946 | 185  | 79   |
| 15 | Stati Uniti (bandiera) | A     | Claude English | 1946 | 193  | 84   |
| 25 | Stati Uniti (bandiera) | AC    | LeRoy Ellis    | 1940 | 208  | 95   |
| 33 | Stati Uniti (bandiera) | GA    | Jim Barnett    | 1944 | 193  | 77   |
| 34 | Stati Uniti (bandiera) | A     | Bill Stricker  | 1948 | 206  | 95   |
| 35 | Stati Uniti (bandiera) | A     | Ed Manning     | 1944 | 201  | 95   |
| 38 | Stati Uniti (bandiera) | A     | Ron Knight     | 1947 | 201  | 98   |
| 40 | Stati Uniti (bandiera) | GA    | Stan McKenzie  | 1944 | 196  | 88   |
| 41 | Stati Uniti (bandiera) | AC    | Dorie Murrey   | 1943 | 203  | 98   |
| 44 | Stati Uniti (bandiera) | AC    | Gary Gregor    | 1945 | 201  | 102  |
| 45 | Stati Uniti (bandiera) | G     | Geoff Petrie   | 1948 | 193  | 86   |
| 48 | Stati Uniti (bandiera) | A     | Walt Gilmore   | 1947 | 198  | 102  |
| 55 | Stati Uniti (bandiera) | C     | Dale Schlueter | 1945 | 208  | 102  |

## Staff tecnico
- Allenatore: Rolland Todd